# 보잉 787 드림라이너

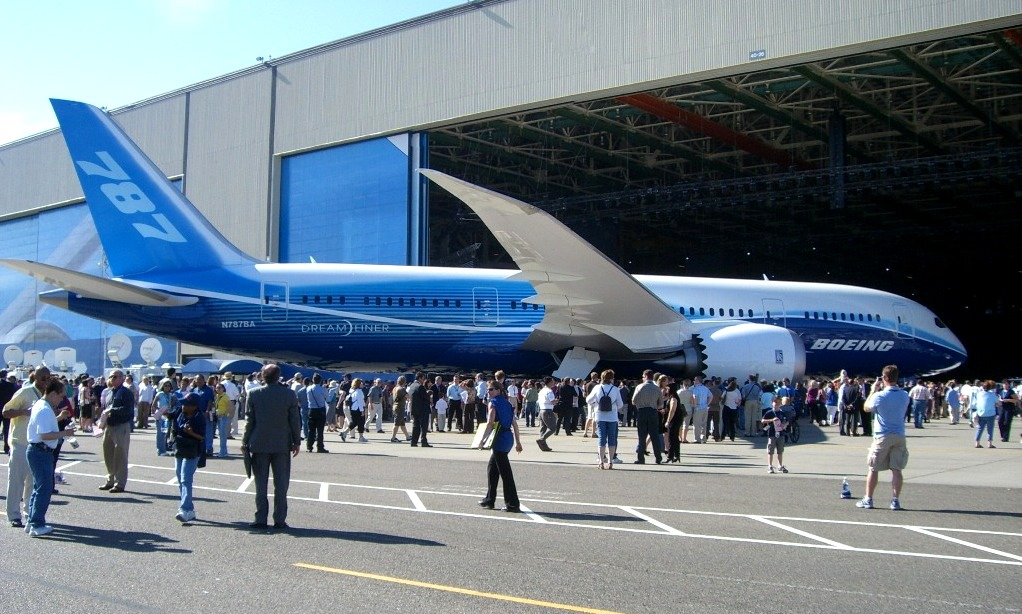
보잉 787 드림라이너의 출고식

보잉 787 드림라이너(영어: Boeing 787 Dreamliner)는 보잉이 만든 중형 쌍발 광동체 여객기다.
보잉 내에서는 보잉 757과 보잉 767(여객형)을 대체하는 기종이며, 항공사들은 A330, B767, B777-200ER을 대체하기 위해 787을 도입했다.
보잉의 항공기 중 처음으로 기체 대부분에 탄소복합 재료인 CFRP를 사용한 비행기이다. 개발 코드는 본래 7E7(효율성 Efficient, 경제성 Economic 친환경 Environment)이었으나, 2005년 1월 28일 787로 변경하였다. 역사상 가장 짧은 기간 동안 가장 많이 판매된 광동체기이기도 하다.
2012년 리튬 이온 전지로 인한 기체 결함으로 사고가 잇따르자, FAA에서는 보잉 787에 대해 운항 중지 명령을 내렸으나 현재는 해제된 상태다. 출시 초기에는 배터리 부분에서 말썽이 많았으며, 현재는 롤스로이스 홀딩스의 트렌트 1000 엔진 쪽에서 결함이 보고되는 편이다.
생산라인이 안정화된 현재는 보잉 767의 여객형을 완전히 대체했다. 이에 따라 보잉 767은 군용기와 화물기만 생산 중이다.
대한민국에는 에어 인디아가 인천 - 뉴델리 정기편에 787-8을 투입하면서 처음 소개됐다. 대한민국 국적사들 중에서는 대한항공과 에어프레미아만 787을 운용한다. 대한항공은 2017년 2월 24일에 첫 787-9 1대를 인도받은 것을 시작으로, 2018년 3월 중순에 초기 주문분 10대의 도입을 마쳤다. 대한항공은 정비 문제가 크게 걸리는 롤스로이스의 엔진을 취급하지 않기 때문에 트렌트 XWB 엔진만 적용되는 A350을 주문하지 않았으며, 787용 엔진은 대한항공의 특성상 GE 에어로스페이스의 GEnx를 채택했다. 조원태 대한항공 사장은 787에 대해 대한항공이 운항하는 중장거리 노선의 중추 기종이 될 것이라는 평가를 내렸다. 이에 대한항공은 2019년 6월 파리 에어쇼에서 보잉과 787-9 10대 추가 도입 및 787-10 20대의 도입 계약을 체결했으며, 787-10의 20대 주문 중 10대는 리스하기로 했다.

## 개발

드림라이너의 로고

1990년대 후반 보잉은 에어버스 A330-200의 판매로 인해 보잉 767의 판매가 감소하자, 보잉 767의 대체 기종의 생산을 고려하였다. 또한 보잉 747-400의 판매도 감소하자 보잉은 개발이 완료된다는 조건 아래 에어버스 A380에 대응해 보잉 747-400을 늘이고 복합재료 초임계익을 사용해 효율을 높인 보잉 747X (보잉 747-8I)와 마하 0.98에 가까운 속도를 내면서 연료소모는 보잉 767과 비슷한 보잉 소닉 크루저(영어: Sonic Cruiser), 두 개의 신형 항공기를 콘티넨탈 항공을 비롯한 미국의 주요 항공사들에 제안하였다.
제안 당시 항공사들은 비록 운항 비용에 대해 걱정하면서 비행 시간 단축이 고객 만족과 비행기 운영의 효울성을 증대시킬 수 있기에 소닉 크루저에 관심을 보였으나 2001년 9·11 테러로 인한 항공 수요 감소와 유가 상승으로 인해 항공사들은 속도보다는 연료효율에 더 관심을 가지게 되면서 기존에 개발 중이였던 소닉크루저를 2002년 12월 20일 자로 취소하고, 대체기종인 7E7을 제안하게 되었는데 이것이 보잉 787이었다.

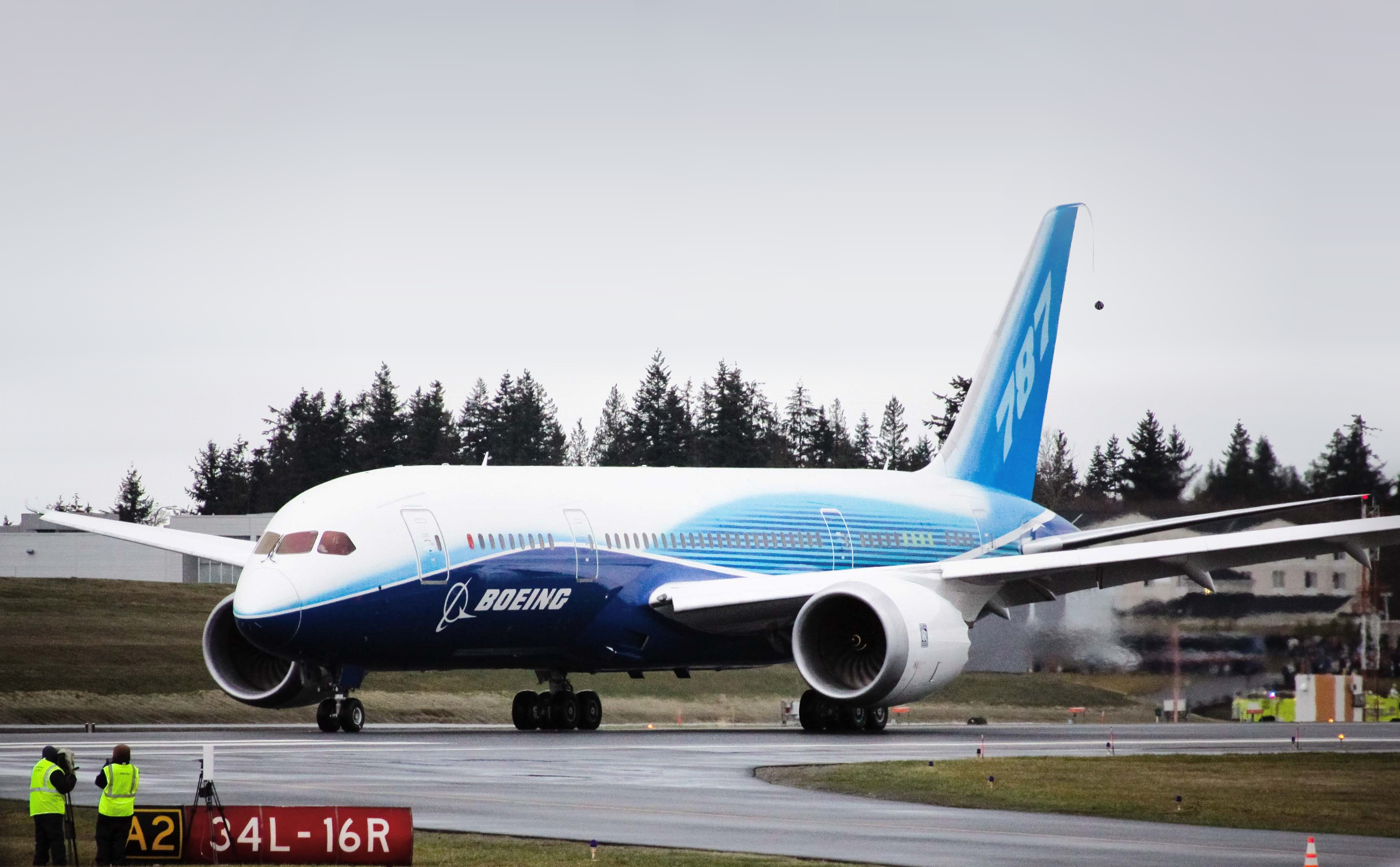
보잉 787의 프로토타입

일찍이 공개된 구상은 급진적이고(radical design) 매우 유연(highly curved)하였다. 그러나 보잉은 프로그램이 시작된 지 1년 뒤인 2005년 4월 26일, 좀 더 고전적인 디자인으로 확정되었다.
원래 2007년 9월에 최초 비행을 거쳐 2008년 5월에 운항을 시작할 예정이었으나, 최초 비행은 2009년 12월 15일 시애틀 근교 보잉 공장과 인접한 페인필드 공항에서 시행하였으며 2011년 9월 25일에 전일본공수에 인도되었다.

### 쌍발엔진

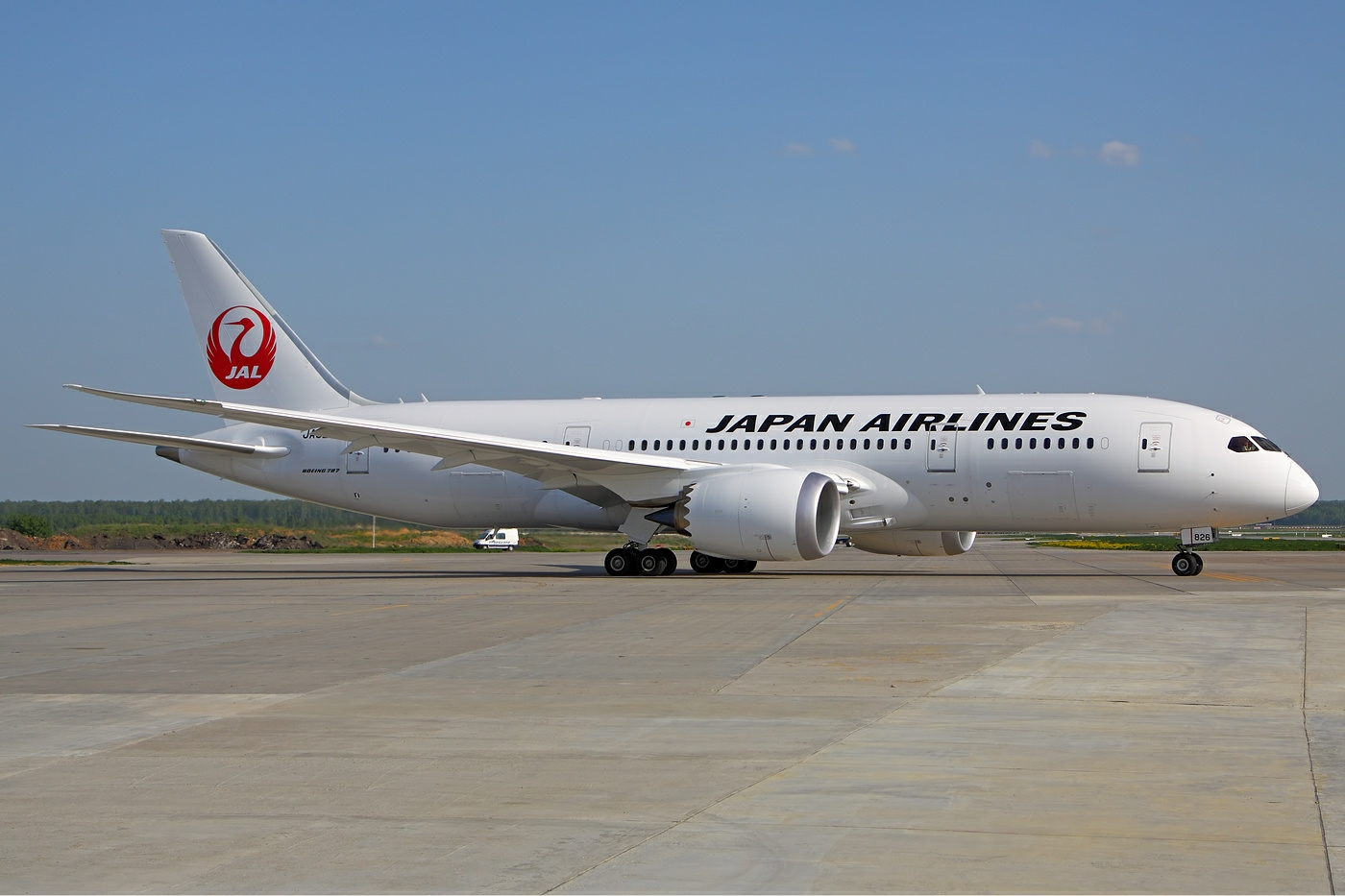
일본항공의 보잉 787-8

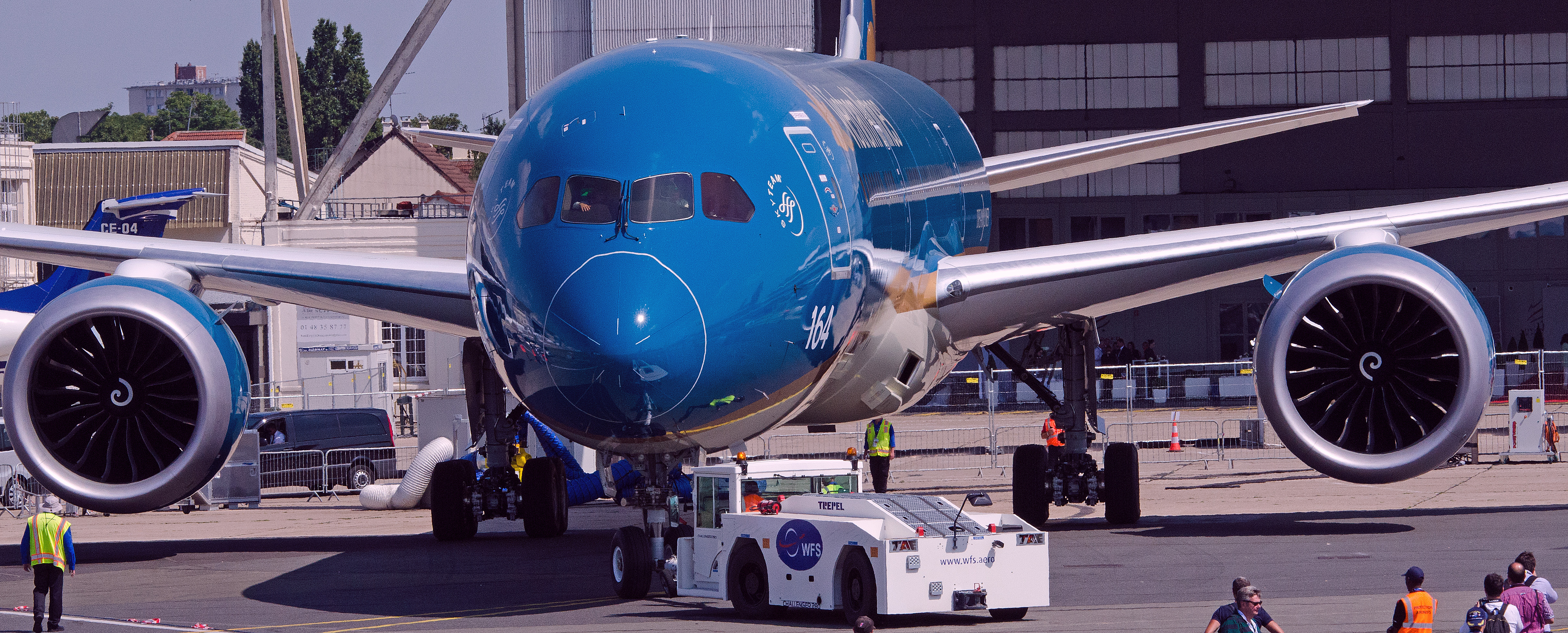
베트남 항공의 보잉 787-9

보잉 747이 처음 등장했을 때만 하더라도, 트윈엔진(쌍발)을 장착한 비행기는 장거리 운항에 제약이 있었다. 엔진 2개 중 하나에 이상이 생겼을 때, 지정된 시간 내 비상 착륙할 수 있는 공항이 있어야 한다는 ETOPS 규정 때문이다. 이를 고려해 항로를 짜다 보면, 거대한 바다를 가로지르는 게 어려워진다. 기술발전 이후 등장한 보잉 777이나 보잉 787같은 쌍발 여객기는 330분(5시간 30분) 이내에만 가까운 공항에 도착할 수 있으면 될 만큼 성능이 개선됐다. 이제 항공사들은 운용 비용이 더 저렴한데다 보잉 747 및 에어버스 A380처럼 거대한 좌석을 다 채워야 하는 부담이 상대적으로 적은 중대형 광동체 여객기들을 중장거리 국제 노선에 투입할 수 있게 됐다.
엔진은 GE 에어로스페이스의 GEnx 혹은 롤스로이스의 트렌트 1000 중에서 택일할 수 있으며, 대부분 GEnx를 채택하고 있다. 트렌트 1000 엔진은 잦은 결함이 지적되어 ETOPS가 하향 조정되었다.

### 대한민국

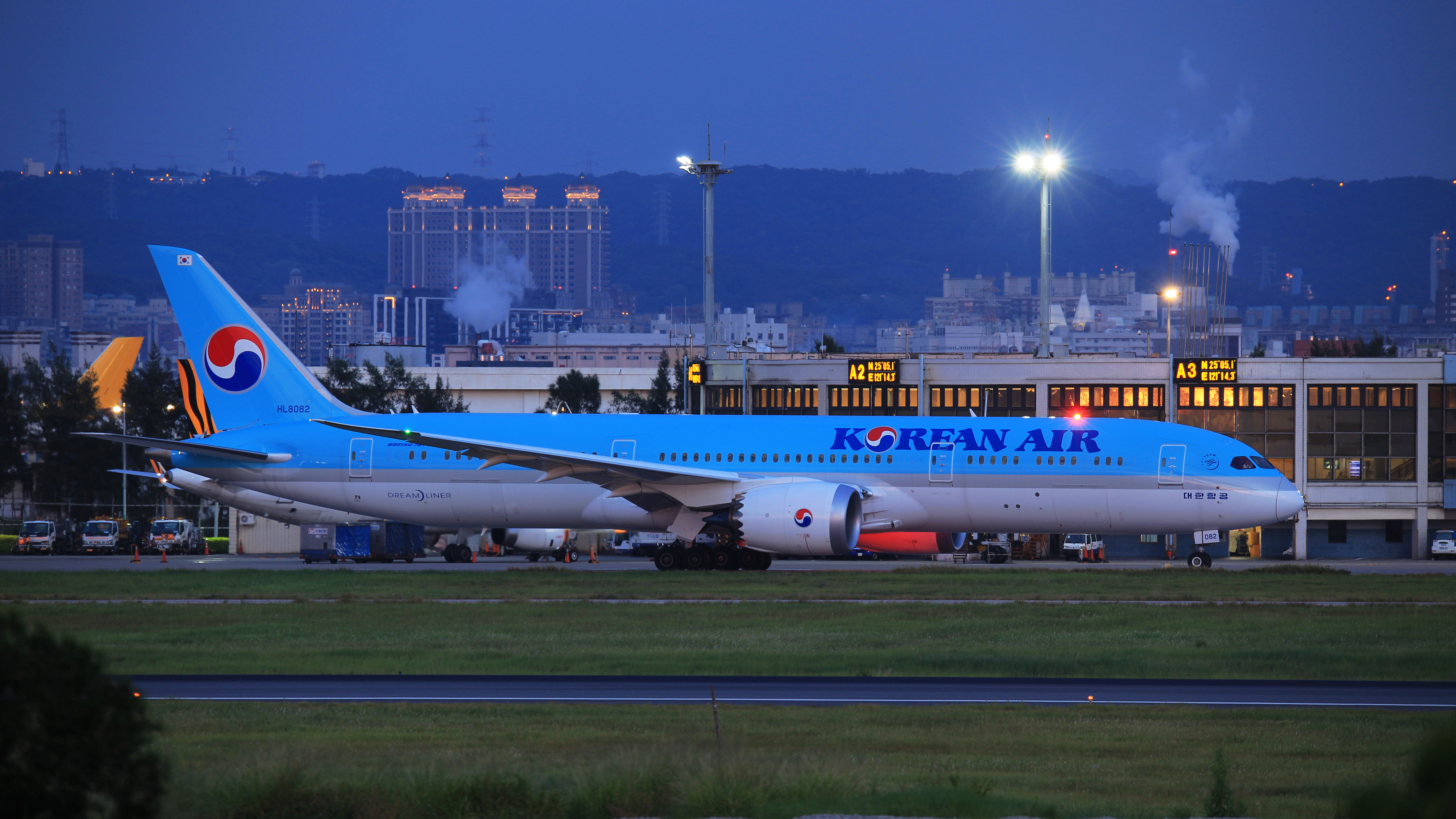
대한항공의 보잉 787-9

보잉 최초의 국제공동개발 기종은 보잉 767이었다. 이탈리아와 일본이 공동 개발에 참여했으며, 1981년에 초도비행했다. 일본은 독자적인 여객기 개발을 포기했다. 대신 최초로 보잉 767 국제공동개발에 참여하였으며, 조기경보기와 공중급유기를 모두 보잉 767로 선정했다. 2019년에도 보잉 767 여객기 버전은 보잉 787로 대체되었지만, 군용 버전은 생산중이다.
미국의 전략폭격기 B-52는 최대이륙중량 220톤, B-1B는 216톤, 보잉 767은 버전에 따라 142톤-204톤 이므로, 보잉사의 여객기 중 미국의 전략폭격기 B-52와 가장 비슷한 체급이다.
20년이 지나서 보잉 767이 에어버스 A330과 경쟁하면서 판매가 부진하자, 합성섬유를 대폭 채택해 기체를 가볍게 하여, 20% 연료를 적게 소모하는 보잉 787을 개발했다. 역시 1980년대 보잉 767과 마찬가지로 국제공동개발을 했으며, 대한민국이 참여했다. 대한민국은 2000년 중국과 보잉 737 보다 작은 100인승 여객기를 개발하려고 했지만 취소되었으며, 2004년 보잉의 보잉 787 국제공동개발 파트너에 선정되었다. 즉, 부분적인 참여라는 한계가 있지만, 역사상 대한민국이 개발한 최초의 여객기가 보잉 787이다.
- 보잉 B-52, 최대이륙중량 220톤, 초도비행 1952년
- 보잉 B-1B, 최대이륙중량 216톤, 초도비행 1974년
- 보잉 767, 최대이륙중량 204톤, 초도비행 1981년
- 보잉 787, 최대이륙중량 254톤, 초도비행 2009년

일본이 역사상 최초로 대형 여객기 국제공동개발에 참여하여 보잉 767을 만든 이후에, 공중급유기, 조기경보기 버전을 도입한 선례를 따른다면, 대한민국도 역사상 최초로 대형 여객기 국제공동개발에 참여하여 보잉 787을 만들었기 때문에, 향후 보잉 787의 군용기 버전을 수입할 가능성을 추측할 수도 있다. 기체 하부에 폭탄투하하는 문만 달면 장거리 전략폭격기가 되고, 내부에 탈착식 대형 연료통을 넣으면 공중급유기가 되며, 후미에 거대한 문을 달면 장거리 전략수송기가 된다. 일본이 독자 여객기 개발을 포기하고 공동개발을 선택한 정책을 한국이 따라한 것이기 때문에, 일본이 개발된 여객기를 공군 버전으로 다량 수입한 정책도 대한민국이 따라할 가능성이 있다.

## 기존 항공기와의 차이점
- 경제성: 동체가 대부분 탄소섬유로 제작되기 때문에 내구성 향상은 물론 제작과정의 단순화가 가능해져 종래 항공기에서 보기 드문 경제성과 또한 승객 편의성을 자랑한다.
- 생산 과정: 탄소섬유로 만들어지기 때문에 787의 동체는 거대한 터널 모양의 오토 클레이브라는 온도를 전반적으로 일정히 유지시킬 수 있는 특수 오븐에서 구워진다.
- 승객 편의: 보잉 787은 기내 압력이 6,000피트 수준으로 유지되고 또한 습도가 종전 항공기에 비해 40~60%에서 유지됨으로써 종전의 항공기에서 보기 힘든 승객 편리를 제공한다.
- 추진력: GE 에어로스페이스의 GEnx 및 롤스로이스의 트렌트 1000을 사용하여 증가된 추력에도 불구, 소음은 더 적고 뛰어난 연비를 제공할 예정이다.
- 소음: 엔진 나셀 후방부의 모양을 물결모양으로 만들어 다른 여객기에 비해 소음을 낮춰 승객들을 더 편안하게 한다
- 외장 : 공기역학적으로 효율적인 상태에서 나타나는 층류가 엔진 파일런에 덧칠해진 페인트로 인해 손상되는 것을 방지하기 위해 엔진 파일런이 회색의 특수 페인트로 칠해졌다

## 비교
보잉의 여객기를 최대 이륙 중량으로 비교해 보면 다음과 같다.
- 보잉 707-320B : 151,320 kg (단종)
- 보잉 737-900 : 85,100 kg
- 보잉 747-8i : 442,253 kg
- 보잉 767-400ER : 204,120 kg
- 보잉 777-300ER : 351,500 kg
- 보잉 787-9 : 247,000 kg

## 파생형
보잉 787은 파생형에 따라 210명에서 290명까지 탑승할 수 있다.

### 787-3 (취소)

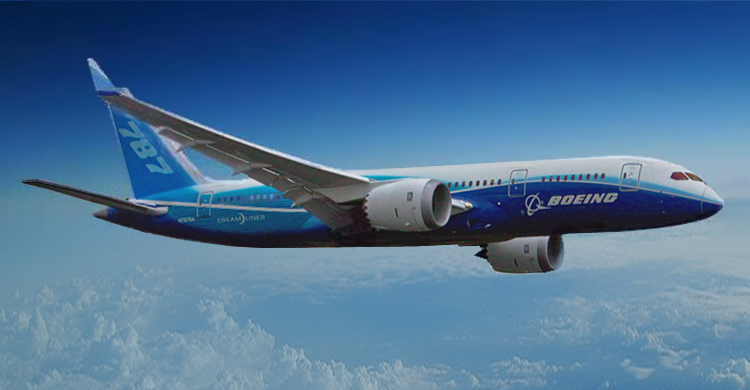

787-3은 항속거리 4,600~5,600 km로 주로 수요가 많은 중거리 노선에 적합하도록 개발되었다. 현재의 787 시리즈와는 달리 윙렛이 장착된 디자인으로 시작되었으며, 기존의 보잉 757-200/-300, 보잉 767-200ER, 그리고 에어버스 A310과 경쟁하기 위하여 개발되었다. 최초로 주문한 회사는 전일본공수였으나, 주문 부족과 787-8의 개발 지연으로 개발이 취소되었다. 당초 이 항공기는 일본항공과 전일본공수 외에도 중국국제항공, 중국남방항공, 미국의 유나이티드 항공 등이 들여올 예정에 있는 것으로 추정된다.

### 787-8

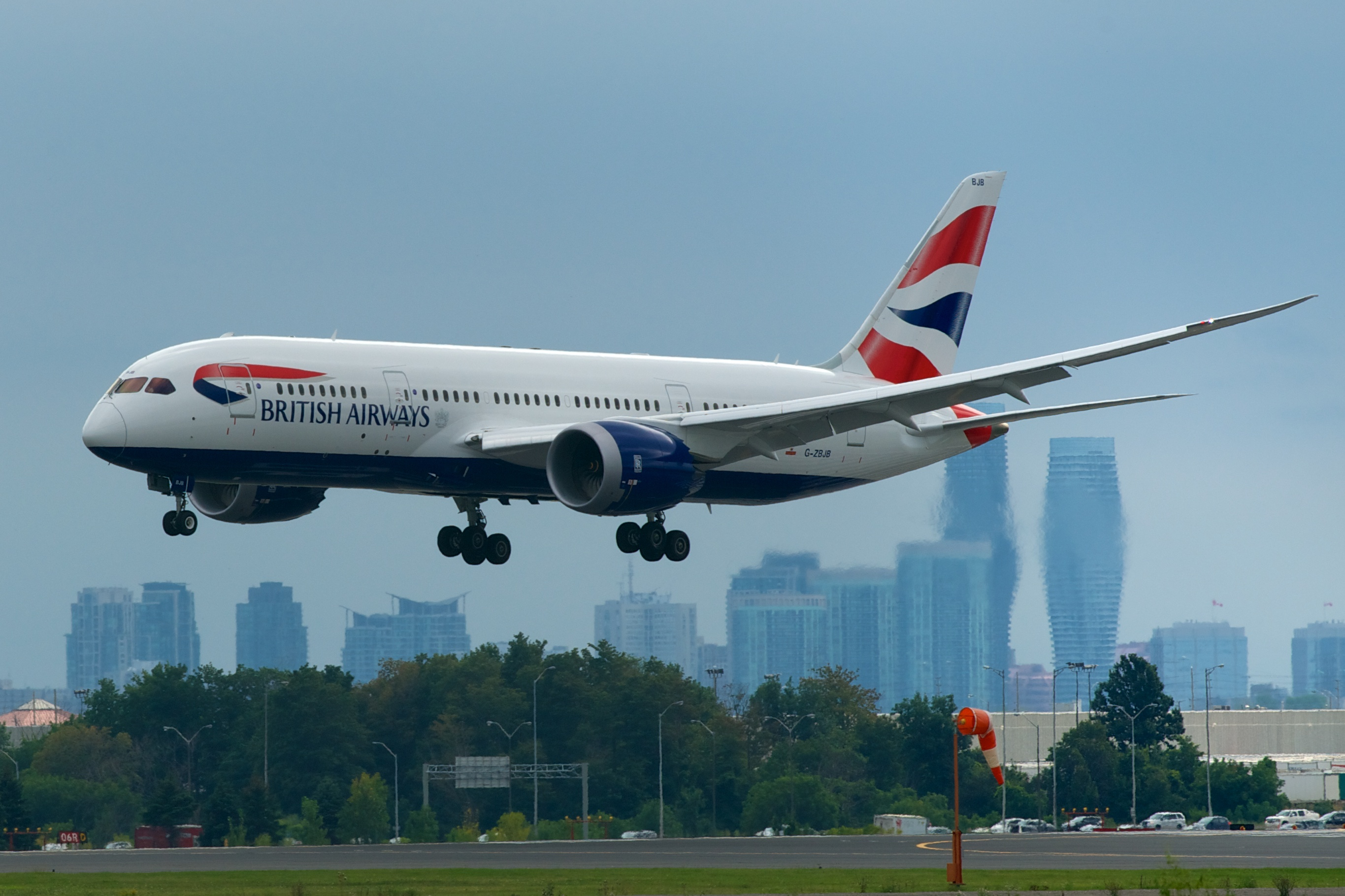
영국항공의 보잉 787-8

최대 항속거리 13,530 km. 에어버스 A330의 항속거리인 13,430km/10,830km보다 노선 길이가 길고, 보잉 777로서는 운영 타산이 맞지 않는 장-초장거리 노선의 투입을 목적으로 개발된 보잉 787 시장의 첫 파생형이다. 첫 비행은 2007년, 첫 인도 시기는 2008년 이였으나 개발 과정 중 발견된 기체 결함 때문에 초도 비행과 인도 시기가 계속 늦춰지다가 2011년 전일본공수에 처음으로 인도되었다. 가격은 1억 8,520만 달러이다.
대한민국에서는 대한항공이 전일본공수 주문 취소분 1대를 양수받아 주문했으며, 엔진을 트렌트 1000에서 GEnx로 교체한 후 전용기 임대 용도로 쓰고 있다. 따라서 대한민국 국적사들은 상업 운항 용도로 787-8을 운용하지 않는다.

### 787-9

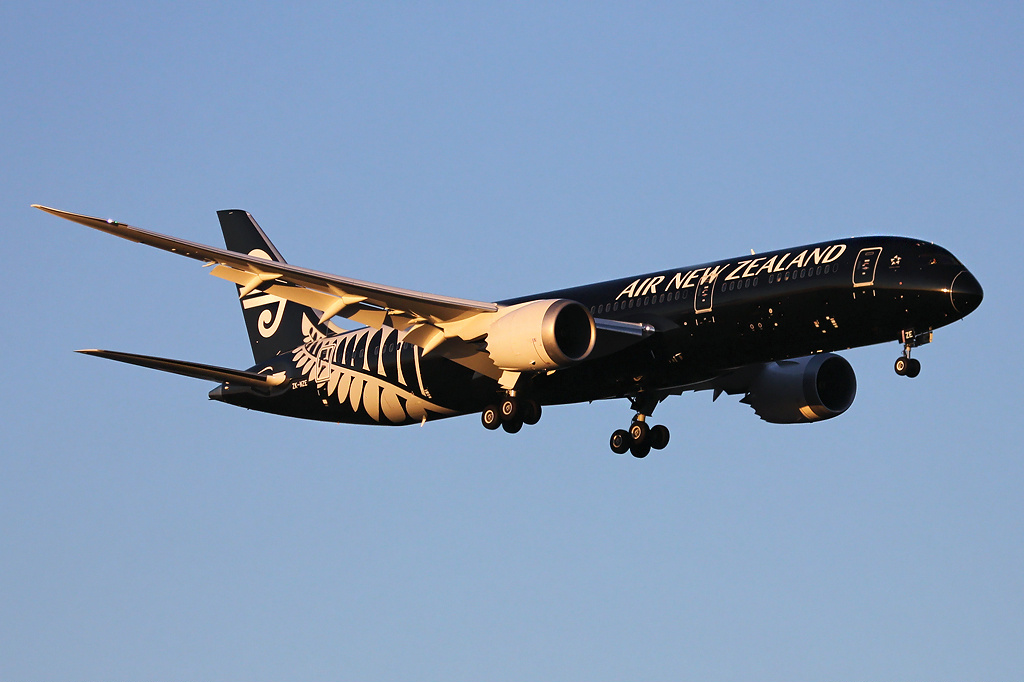
에어 뉴질랜드의 보잉 787-9

최대 항속거리는 14,010km로, 초장거리 노선의 운용에 적합한 모델이다. 787-8의 동체 연장형이며, 첫 출하 이래 많은 항공사들의 사랑을 받고 있는 파생형이다. 런치 커스터머는 에어 뉴질랜드로, 2006년에 최초로 주문하여 2014년에 인도받았다. 최초로 인도받은 회사는 전일본공수이며, 2014년 8월부터 운항에 들어갔다.
대한항공이 2011년에 787-8에서 이 모델로 주문 기종을 변경했으며, 2017년 2월 24일에 첫 787-9를 인도받은 것을 시작으로 2018년 3월 중순에 초기 주문분 10대의 인도를 마쳤다. 대한항공이 787-9에 이용하는 엔진은 전량 GE 에어로스페이스의 GEnx다. 에어프레미아의 주문분에는 트렌트 1000이 장착됐다.
대한항공은 2019년 6월 18일에 열린 파리 에어쇼에서 787-9 10대를 더 주문했다.

### 787-10

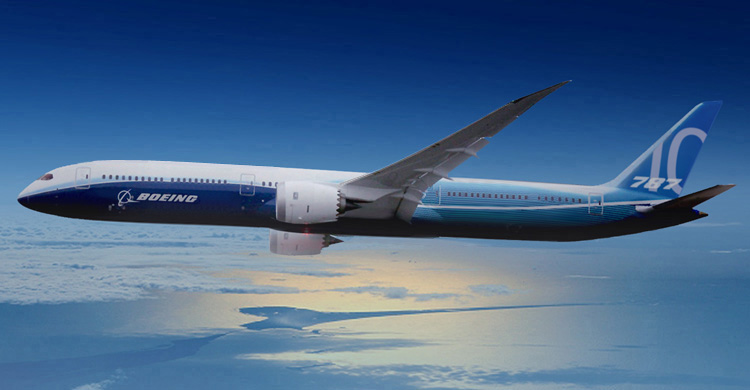
보잉 787-10

787-9의 동체 연장형이다. 최대 항속거리 11,730 km으로, 쌍발기 항속거리의 대부분을 커버할 수 있도록 개발되었다. 기존의 보잉 777-200, 에어버스 A330-300, 에어버스 A340-200/-300을 대체하기 위해 개발되었다. ICAO 기체 코드는 10의 로마 숫자 표기인 X를 본뜬 78X다.
최대이륙중량이 787-9와 같아서 항속거리가 짧다는 것이 단점이며, 주문사 중 하나인 에어 뉴질랜드의 요구에 따라 최대이륙중량을 늘린 개량형이 나올 예정이다. 에어 뉴질랜드는 787-9에 장착한 트렌트 1000 엔진의 잇따른 문제 때문에, GEnx를 선택했었다. 하지만 2023년 5월 에어 뉴질랜드에서 787-10 주문을 787-9로 전량 전환하면서 앞으로 개량형 787-10이 나올지는 모른다.
런치 커스터머는 싱가포르 항공이며, 2018년 3월에 첫 보잉 787-10이 인도되었다. 이후 전일본공수, 유나이티드 항공, 베트남항공도 78X를 인도받았다.
대한항공은 2019년 6월 18일에 열린 파리 에어쇼에서 대한민국 항공사 최초로 78X 20대를 주문했고, 2024년 7월 20일에 첫 78X를 인도받았다. 10대는 자체구매, 10대는 리스하기로 했다.

## 제원
| Model               | 787-3 (개발 취소)                                                  | 787-8                                                              | 787-9                                                              | 787-10                                                             |
| ------------------- | ------------------------------------------------------------------ | ------------------------------------------------------------------ | ------------------------------------------------------------------ | ------------------------------------------------------------------ |
| 조종사              | 2                                                                  | 2                                                                  | 2                                                                  | 2                                                                  |
| 좌석 수             | 290-330 317 (2 클래스)                                             | 210-250 248 (2 클래스)                                             | 250-290 296 (2 클래스)                                             | 323-360 336 (2 클래스)                                             |
| 길이                | 186 피트 (56.7 미터)                                               | 186 피트 (56.7 미터)                                               | 206 피트 (62.8 미터)                                               | 224 피트 (68.3 미터)                                               |
| 날개폭              | 170 피트 6 인치 (52.0 미터)                                        | 197 피트 (60 미터)                                                 | 197 피트 (60 미터)                                                 | 197 피트 (60 미터)                                                 |
| 날개 면적           | 3,501 제곱피트 (325 제곱미터)                                      | 3,501 제곱피트 (325 제곱미터)                                      | 3,501 제곱피트 (325 제곱미터)                                      | 3,501 제곱피트 (325 제곱미터)                                      |
| 후퇴각              | 32.2도                                                             | 32.2도                                                             | 32.2도                                                             | 32.2도                                                             |
| 높이                | 56 피트 (17 미터, 건물 6층 높이)                                   | 56 피트 (17 미터, 건물 6층 높이)                                   | 56 피트 (17 미터, 건물 6층 높이)                                   | 56 피트 (17 미터, 건물 6층 높이)                                   |
| 동체 폭/높이        | 폭: 18 피트 11 인치 (5.77 미터) / 높이: 19 피트 7 인치 (5.97 미터) | 폭: 18 피트 11 인치 (5.77 미터) / 높이: 19 피트 7 인치 (5.97 미터) | 폭: 18 피트 11 인치 (5.77 미터) / 높이: 19 피트 7 인치 (5.97 미터) | 폭: 18 피트 11 인치 (5.77 미터) / 높이: 19 피트 7 인치 (5.97 미터) |
| 최대이륙중량 (MTOW) | 375,000 파운드 (170,000 kg)                                        | 502,500 파운드 (228,000 kg)                                        | 545,000 파운드 (247,000 kg)                                        | 570,000 파운드 (258,000 kg)                                        |
| 순항속도            | 마하 0.85 (567 mph, 490 knots, 913 km/h)                           | 마하 0.85 (567 mph, 490 knots, 913 km/h)                           | 마하 0.85 (567 mph, 490 knots, 913 km/h)                           | 마하 0.85 (567 mph, 490 knots, 913 km/h)                           |
| 최대속도            | 마하 0.89 (593 mph, 515 knots, 954 km/h)                           | 마하 0.89 (593 mph, 515 knots, 954 km/h)                           | 마하 0.89 (593 mph, 515 knots, 954 km/h)                           | 마하 0.89 (593 mph, 515 knots, 954 km/h)                           |
| 최대탑재시 순항거리 | 2,500–3,050 해리 (4,630–5,650 km)                                  | 7,305 해리 (13,530 km)                                             | 7,565 해리(14,010 km)                                              | 6,330 해리(11,730 km)                                              |
| 최대연료탑재량      | 48,567 L                                                           | 126,920 L                                                          | 126,540 L                                                          | 154,720 L                                                          |
| 엔진 (×2)           | GE 에어로스페이스 GEnx-1B 또는 롤스로이스 트렌트 1000              | GE 에어로스페이스 GEnx-1B 또는 롤스로이스 트렌트 1000              | GE 에어로스페이스 GEnx-1B 또는 롤스로이스 트렌트 1000              | GE 에어로스페이스 GEnx-1B 또는 롤스로이스 트렌트 1000              |
| 엔진 추력 (×2)      | 53,000 lbf (240 kN)                                                | 64,000 lbf (280 kN)                                                | 71,000 lbf (320 kN)                                                | 76,000 lbf (340 kN)                                                |

## 주문 항공사
| 컬러 | 비고        |
| ---- | ----------- |
| *    | 현재 운용사 |
| *    | 과거 운용사 |
|      | 도입 예정   |

## 논란
보잉 787 드림라이너에는 각종 기술적인 결함이 엄청 많이 있었으나, 엔진과 관련된 폭발 사고 및 화재까지 일으킨 일본항공의 경우 일본제 엔진에 생긴 문제나 하자가 발생하는 등 보잉 787 여객기의 안전성 문제가 크게 거론되기도 하여 운항 계획을 유보 및 연기되는 일이 있다. 그래서 한동안 Nightmareliner(악몽라이너)라는 별명까지 붙여지기도 하였다.

## 사건사고
- 에어 인디아 171편 추락 사고 - 보잉 787-8 최초의 전손 사고 및 인명 사고.

## 기타
- 보잉 787의 날개 말단의 레이키드 윙팁을 대한항공에서 담당하고 있다.[12]. 대한항공은 777-300ER과 777-200LR의 유사 부품을 제작하고 있다. KAI에서도 보잉 787의 부품을 제작하고 있다.
- 대한민국의 중소기업 하이즈항공은 보잉 787기의 중앙 날개 및 좌우 주날개의 조향장치 조립을 맡고 있다.[13]
- 보잉 787은 민간 여객기로서는 최초로 탄소섬유강화 플라스틱(CFRP:Carbon Fibre Reinforced Plastic)을 동체 구조물에 사용하였으나 제작 공정중 작은 기포가 구조물에 생길 경우 그 반복되는 비행을 통해 기포의 크기가 증가하면서 기체의 피로도 증가에 기여할 수 있고, 증가한 피로도로 동체가 파손될 경우 치명적인 사고로 이어질 수 있다.
- FAA가 소재의 화재시 내구성 등이 비교적 덜 알려짐 점을 이유로 화재 부분에 관해서 좀 더 정밀한 테스트를 요구하였다.
- 이 비행기 기종의 이름을 따서 2010년에 치러진 온게임넷의 대한항공 스타리그 2010 Season 2의 공식맵 중 하나는 비상 드림라이너로 명명되었다. 실제로 맵의 모양도 비행기의 모양을 따서 만들어졌다.

## 같이 보기
- 에어버스 A330neo
- 에어버스 A350 XWB
- 보잉 787 드림라이너의 배터리 문제